# Monodiamesa mariae
Monodiamesa mariae är en tvåvingeart som beskrevs av Andersen 1996. Monodiamesa mariae ingår i släktet Monodiamesa och familjen fjädermyggor. Inga underarter finns listade i Catalogue of Life.